# Relações entre Cuba e Etiópia
As relações entre Cuba e Etiópia referem-se às relações bilaterais entre Cuba e a Etiópia. Ambas as nações são membros do Movimento dos Países Não-Alinhados e das Nações Unidas.

## História

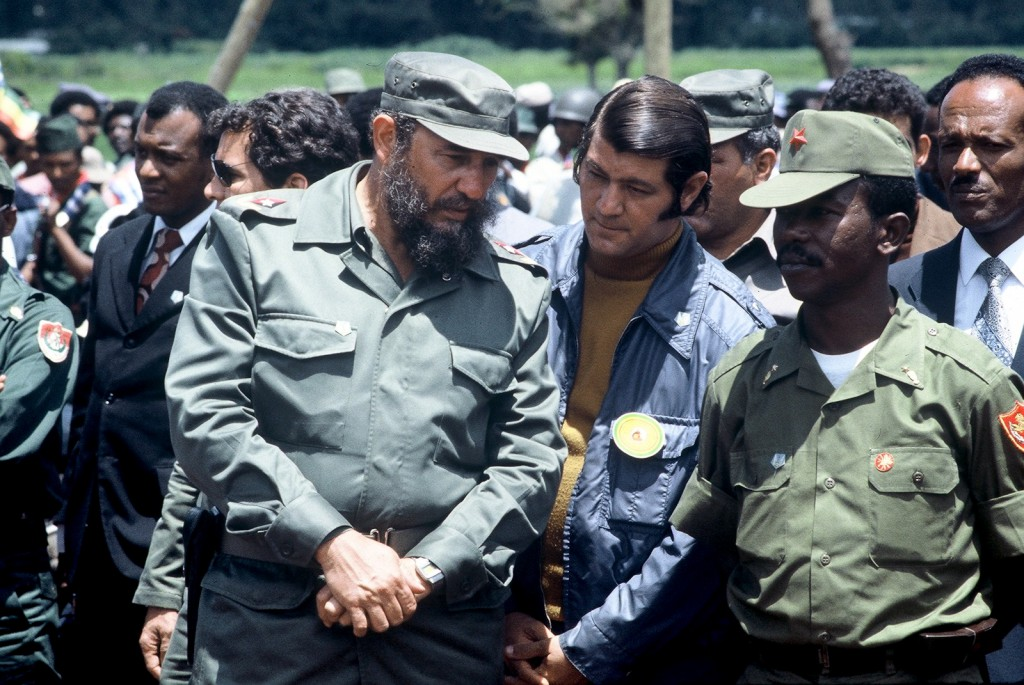
Fidel Castro encontra-se com Mengistu Haile Mariam na Etiópia comunista.

As interações entre Cuba e Etiópia começaram no ano de 1974, durante a revolução que ocorreu na Etiópia. Durante os anos anteriores aos laços internacionais, as políticas externas estavam focadas em reforçar a Solidariedade Socialista Internacional e apoiar quaisquer movimentos de libertação que ocorressem na África. Depois que a Etiópia foi considerada um país socialista, os sindicatos começaram a aumentar, assim como os ataques contra a Etiópia, como os grupos rebeldes de Tigray, já que eles eram considerados um país enfraquecido. Logo depois, o Derg obteve o poder na Etiópia, aboliu a monarquia e adotou o comunismo como ideologia. O Governo Militar Provisório da Etiópia e Cuba logo estabeleceram relações políticas estreitas. Em agosto de 1976, ambas as nações abriram embaixadas residentes.

### Contexto

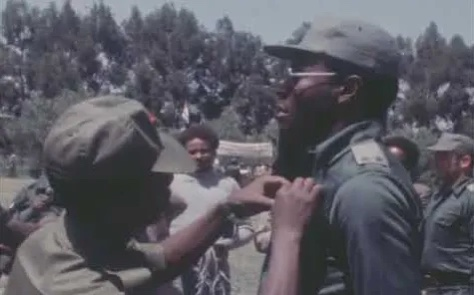
O ditador etíope Mengistu Haile Mariam condecora soldados cubanos pela sua participação na Guerra de Ogadênia.

Em 1977, a Somália ameaçou invadir a região de Ogadênia, na Etiópia, com o plano de unificar os territórios de língua somali da Etiópia à Somália. A parte ocidental da Etiópia começou a ameaçar a Etiópia, tornando-se um dos proponentes mais cruciais do treinamento de armas na luta contra os rebeldes. Como a guerra parecia provável entre as duas nações, o presidente cubano Fidel Castro fez uma visita à Etiópia e à Somália em março de 1977 para aliviar as tensões entre ambas as nações e reuniu os líderes da Somália, Etiópia e Iêmen do Sul e propôs que eles se unificassem e criassem Estados federais socialistas maiores na região. Contudo, isso foi em vão. Quatro meses depois, em julho de 1977, a Guerra de Ogadênia começou quando a Somália invadiu a Etiópia.
Fidel Castro sentiu que o governo somali tinha virado as costas à ideologia socialista e decidiu apoiar a Etiópia na guerra. Logo após o início da guerra, Cuba enviou mais de 15.000 soldados para a região de Ogadênia. A sua presença em conjunto com os conselheiros e equipamentos soviéticos, levou à vitória etíope na guerra em 1978. Em 1989, a Etiópia e a Somália assinaram um acordo que reconhecia os limites territoriais de cada uma e os últimos soldados cubanos retiraram-se da região, cerca de doze anos após a sua chegada. Em 1984, o Monumento Tiglachin foi inaugurado como um memorial em Adis-Abeba aos soldados etíopes e cubanos envolvidos na Guerra de Ogadênia.
Desde o fim do envolvimento militar cubano na Etiópia, as relações entre as nações permaneceram próximas. O governo cubano mantém anualmente uma alocação de bolsas de estudo para estudantes etíopes estudarem em Cuba, em diferentes especialidades. Mais de 5.000 estudantes etíopes se formaram em universidades cubanas desde a década de 1970. Todos os anos, o governo cubano também envia médicos para auxiliar na prestação de serviços em instituições de saúde em Adis Abeba e Jimma.
Ao longo dos anos, houve inúmeras visitas entre líderes de ambas as nações. Em janeiro de 2018, o presidente etíope Mulatu Teshome fez uma visita a Cuba. Em maio de 2019, o vice-presidente cubano Salvador Valdés Mesa visitou a Etiópia. Em 2020, ambas as nações celebraram 45 anos de relações diplomáticas.

### A União Soviética e Cuba na Etiópia
Um tratado foi assinado entre a União Soviética e a Etiópia iniciando uma amizade em relação a conexões econômicas, políticas e militares no ano de 1978. Essas interações foram reunidas devido aos paralelos entre Cuba e Etiópia. Houve uma dependência constante de armamento por parte dos cubanos e de pessoal da União, o que deu início a uma questão constante de políticas.